# Monica Lewinsky
Monica Samille Lewinsky, ameriška aktivistka, televizijska osebnost, modna oblikovalka in bivša pripravnica v Beli hiši, * 23. julij 1973, Los Angeles, Kalifornija, ZDA.
Znana je postala z razvpitim škandalom, ki je kasneje dobil ime afera Lewinsky ali Monicagate, v letu 1995, ko je imela "neprimerne odnose" s tedanjim predsednikom ZDA Billom Clintonom, ki se je zaradi tega moral zagovarjati pred sodiščem. V tistem času je bila Monica Lewinsky zaposlena v Beli hiši kot del predsednikovega osebja.

## Življenje
Monica Lewinsky se je rodila v Los Angelesu v ameriški zvezni državi Kaliforniji, kjer je odraščala v družini judovskega porekla. Oče je bil sin nemških judovskih izseljencev iz El Salvadorja, mati pa Judinja ruskega rodu.
Monica je celo mladost preživela v Kaliforniji, kjer je leta 1995 tudi diplomirala iz psihologije. Po diplomi se je preselila v Washington, kjer je pomagala pri predvolilni kampanji Billa Clintona, kar ji je prineslo službo v Beli hiši med Clintonovim prvim mandatom.

## Škandal
Medtem ko je bila Monica zaposlena v Beli hiši, je imela intimne stike s predsednikom, kar je prišlo v javnost preko Linde Tripp, ki je na skrivaj snemala pogovore med Monico in njeno prijateljico o ljubezenskem razmerju. Trippova je trakove izročila neodvisnemu preiskovalcu Kennethu Starru, ki je že preiskoval primer, znan pod imenom Škandal Whitewater, v katerega sta bila vpletena Bill Clinton in njegova žena Hillary Clinton.
Škandal Lewinsky je na dan prinesel še nekaj spolnih škandalov tedanjega predsednika, še iz časov, ko je bil še guverner Arkansasa. Takrat naj bi imel podobno razmerje s Paulo Jones, državno uslužbenko v njegovi pisarni ter Gennifer Flowers, tudi državno uslužbenko. 
Med procesom je Monica Lewinsky priznala oralne spolne odnose, odločno pa je zavrnila koitus. Bill Clinton je sprva zanikal vse obtožbe, kasneje, 17. avgusta 1998, pa je pod težo dokazov (sperma na obleki Monice Lewinsky) priznal, da je imel z Monico Lewinsky »neprimeren odnos«.
Bill Clinton se je opravičil javnosti za zavajanje, Monica Lewinsky pa je izgubila službo, kar je prineslo konec škandalu.

## Življenje Monice Lewinsky po škandalu
Po škandalu je Monica Lewinsky postala sinonim za oralni seks, kar ji je prineslo začasno slavo in ji omogočilo, da je ustanovila lastno podjetje in linijo modnih ženskih torbic, ki pa je leta 2004 propadlo. Kasneje se je še nekajkrat pojavila v javnosti v zvezi s škandalom, nazadnje ob izdaji Clintonove avtobiografije, ko je izjavila, da stvari, zapisane v njej v zvezi s škandalom, niso resnične.